# Windows To Go
Windows To Go est une fonction de Windows 8 et 10 Pro/Entreprise qui permet au système d'exploitation de démarrer et de fonctionner à partir d'un appareil USB Mass Storage comme une clé USB ou un disque dur. Un environnement Windows To Go peut être géré comme un environnement Windows 8 régulier.
Son objectif est de rendre transportable un OS Windows sur votre clé USB, grâce à une copie de Windows 8 identique à celle utilisée par un ordinateur normal. Windows To Go n'est pas supporté officiellement par les éditions antérieures à Windows 8. Elle était disponible avec les versions Entreprise et Education de Windows 10 (avant la version 1909).
À partir de la version Windows 1909, Microsoft indique que le développement de Windows To Go est arrêté. Le menu Windows To Go n'est donc plus disponible sur cette version.

## Historique
Avant Windows 8, les versions intégrées de Windows, comme Windows Embedded Standard 7, étaient les seules qui permettaient de démarrer à partir d'un appareil USB,.
En avril 2011, après la fuite de Windows 8 build 7850, plusieurs utilisateurs ont remarqué la présence d'un logiciel appelé Portable Workspace Creator, qui servait à créer des disques USB bootables de Windows 8,.
En septembre 2011, Microsoft a officiellement annoncé Windows To Go à la Build Conference et a distribué des clés USB de 32 GB avec Windows To Go préinstallé.

## Différences avec une installation ordinaire
Windows To Go a plusieurs différences significatives comparé à une installation standard de Windows 8 sur un disque dur ou un solid-state drive.

### Détection de l'éjection du disque
Comme mesure de sécurité contre la perte de données, Windows met le système entier en pause si la clé USB est retirée, et recommence les opérations immédiatement si la clé est réinsérée moins de 60 secondes après avoir été retirée. Si le disque n'est pas réinséré pendant cette période, l'ordinateur s'éteint au bout de 60 secondes pour empêcher des informations confidentielles d'être visibles à l'écran ou de rester dans la mémoire vive. Il est aussi possible de chiffrer un disque Windows To Go en utilisant BitLocker.

### Configuration des pilotes informatiques
La première fois que Windows To Go démarre sur un ordinateur, il installe les pilotes pour le matériel informatique; redémarrer l'ordinateur plusieurs fois peut être requis. Par la suite, l'ordinateur démarrera directement dans Windows 8.

### Windows Store
Pour Windows 8.1, le Windows Store est activé et fonctionnel par défaut dans Windows To Go. Concernant Windows 8, on ne peut accéder au Windows Store via une installation Windows To Go ; cela provoque un message d'erreur.

### Matériel local inaccessible
Par défaut, les installations Windows To Go ne voient pas les disques installés dans l'ordinateur. Cela peut être changé en modifiant la stratégie de groupe (OfflineInternal).

## Matériel requis
Windows To Go fonctionne avec des prises USB 2.0 et USB 3.0 sur des ordinateurs avec des micrologiciels BIOS ou UEFI. Toutes les clés USB ne peuvent pas être utilisées; il existe actuellement dix clés que Microsoft considère comme compatibles avec Windows To Go,,,. Microsoft a mis sur pied des conditions spécifiques que le fabricant de la clé USB doit satisfaire pour que la clé soit compatible :
- Clé USB de 32 Go

Lorsque Windows To Go est utilisé sur un ordinateur personnel, seul le matériel certifié pour usage avec Windows 7 ou Windows 8 fonctionne bien avec Windows To Go. Microsoft ne fournit pas de support pour les ordinateurs Windows RT ou Macintosh, mais il est possible de démarrer Windows To Go sur un Macintosh.

## Licence
Microsoft a annoncé que Windows To Go est licencé par Software Assurance. Des employés peuvent donc utiliser Windows To Go sur n'importe quel ordinateur licencé Windows Software Assurance, ainsi que sur leur ordinateur personnel. Avec une autre licence par Software Assurance pour le matériel, les employés pourront utiliser Windows To Go sur leur matériel personnel au travail.

## Accueil
Simon Bisson a écrit sur ZDNet que Windows To Go est "une des caractéristiques les plus intéressantes de Windows 8", notant que "même si nous utilisions une prise USB 2.0, la performance est bonne, avec aucun décalage" et ajoutant que c'est "une façon très utile d'utiliser Windows 8".
Michael S. Lasky a écrit sur laptopmag.com : « Pour les services informatiques qui veulent s'assurer que les employés peuvent accéder au réseau de l'entreprise d'une manière sécuritaire, des clés USB Windows To Go sont extrêmement pratiques. Avoir la capacité de transformer instantanément n'importe quel PC Windows en son propre ordinateur personnel sécuritaire est très utile et productif et permet de gagner du temps. »